# Antonio Martínez Báez
Antonio Martínez Báez (Morelia, Michoacán; 18 de julio de 1901-20 de diciembre de 2000) fue un político mexicano, miembro del Partido Revolucionario Institucional. Se desempeñó como secretario de Economía en el gobierno de Miguel Alemán Valdés.
Antonio Martínez Báez inició sus estudios de abogado en la Universidad Michoacana de San Nicolás de Hidalgo, pero cuando esta fue cerrada por el gobierno de Francisco J. Múgica se trasladó a continuarla a la Universidad Nacional Autónoma de México donde la concluyó.
Fue un destacado abogado e investigador además de político, que lo llevó a desempeñarse como senador, diputado federal y secretario de Economía en el gabinete de Miguel Alemán Valdés.